# Mắm kho
Mắm kho hay canh mắm là một món ăn sử dụng nguyên liệu chính là mắm (mắm bò hóc, mắm cá các loại) nấu nước đậm vị và khá sánh đặc, ăn kèm với các loại rau nhúng, chấm, chần, tương tự như cách ăn lẩu, thịnh hành tại nhiều vùng ở Việt Nam, đặc biệt là miền Nam.

## Đặc điểm
Mắm kho có lịch sử từ lâu đời, là món ăn thường nhật và được coi là món chủ lực trong mâm cơm của cộng đồng các dân tộc miền Nam Việt Nam nói chung. Người Khmer thường ăn mắm bò hóc (pro-hốk), trong khi đó người Kinh ăn mắm chao, bao gồm trong đó cả mắm cá lóc, mắm cá sặc, mắm cá đối, mắm cá chẻm, mắm cá kến, mắm cá mề gà v.v.

## Phương thức chế biến
Mắm kho theo thông lệ được chế biến đơn giản. Nồi nước (trước kia thường nấu bằng nồi đất) được bắc lên bếp đun đến khi sôi, ngày nay nước dùng để nấu mắm kho (lẩu mắm) phải là nước hầm xương lợn được ninh (hầm,đun)lấy nước ngọt. Người nội trợ dùng giỏ tre để các con mắm (mắm lóc nguyên con hay mắm cá sặt (ngon nhất)với chút nước mắm tiết ra cho vào giỏ, dạo trong nồi nước cho rã thịt. Xương cá được vớt bỏ (có thể dằm cho tan với ít nước dùng rồi lược lại xác mắm, lấy nước cốt, chia làm hai phần, một phần cho vào lẩu đun lại cho sôi,phần còn lại khi ăn hãy cho vào, mục đích làm cho lẩu mắm giữ lại mùi thơm(quá trình đun sôi làm bay mất mùi thơm đặc trưng của mắm)), và nồi nước dùng được gia thêm đường, bột ngọt, tùy theo khẩu vị sau đó lại bắc lên bếp đun sôi liu riu. Trước khi ăn thực khách có thể gia thêm nước cốt chanh.
Mắm kho rất thích hợp để chấm bông điên điển hoặc hoa súng, rau nhút(một loại rau mọc trên mặt nước như rau muống), bắp chuối thái mỏng, có nơi gọi là hoa chuối, giá, như những câu ca dao bên dưới nói đến. Tuy vậy, trong thực tế nồi mắm kho được nhúng với nhiều loại rau dưa khác nhau, và theo truyền thống chỉ đơn giản là nồi mắm nhúng rau,, bao gồm trong đó cả các loại rau trồng và rau dại, ăn với cơm. Một số loại rau được luộc sơ trước khi chấm mắm như rau muống luộc, ngọn bí và lá bí non luộc, rau cải luộc v.v. Và bên cạnh đó là các loại rau sống, rau thơm như rau đắng đất, rau càng cua, rau đắng đồng, rau nhúc, rau ngổ, rau bồng bồng, bông điên điển, bông súng, rau dừa, lá mã đề, rau càng cua, rau Mặt Trăng, rau cải trời, lá cách, lá điều, lá đào, rau dấp cá, rau húng lũi, tía tô, rau Mặt Trăng, lá sộp, lá muối, cà tím, đậu bắp, hoa chuối v.v.

## Biến thể
Mắm kho tạo nhiều biến thể tùy địa phương. Nồi mắm kho có thể loãng tương tự như canh (dùng để nhúng chín tái rau), cũng có thể được kho đến đặc sánh (chấm rau). Một số vùng còn gia thêm nước dừa tươi vào nồi mắm. Chỉ riêng chuyện rau ăn kèm cũng là chuyện làm nhiều người tranh cãi vì món rau tại mỗi vùng mỗi khác, chẳng hạn nơi thì dùng lá xoài xanh nơi lại kết hợp với lá đinh lăng. Trong dân gian mắm kho được làm với sự tiện dụng nhất định, không nhất thiết theo công thức nguyên liệu, nhiều khi chỉ được gia thêm vào nồi mắm dăm con cá kèo, chút thịt vụn, vài con tôm bạc vừa cất vó và rau trồng, rau dại hái quanh nhà. Trong khi đó tại các nhà hàng trong thành phố món mắm kho thường đi kèm thịt heo quay và tôm càng lột vỏ.
Trong những thập niên gần đây khi đời sống dư dả hơn và thú ẩm thực trở nên cầu kỳ hơn, nồi mắm kho đã được cải tiến với sự bổ sung nhiều loại thịt động vật, giúp nồi mắm thêm hấp dẫn và bổ dưỡng. Sang hơn nữa, nồi mắm kho còn được nâng lên thành lẩu mắm bằng những gia vị khác cầu kỳ như sả, ớt, riềng, hành, tỏi băm nhuyễn và cách chế biến bài bản. Bên cạnh các loại rau đồng và rau dại nói trên, lẩu mắm được nhúng với cả thịt ba chỉ, thịt quay, tôm sú lột vỏ, cá mực tươi, trứng cá kèo, cá đối, cá ngát, cá chẽm, ngao, sò, lươn v.v. Nồi nước dùng với mắm rã trong nước luôn để sôi lăn tăn trên bếp, các loại thịt, cá và rau được nhúng vào từ từ trong quá trình ăn và ăn luôn khi vừa chín, còn nóng hổi.

## Sử dụng
Mắm kho hay lẩu mắm có thể kết hợp với bánh tráng cuốn các nguyên liệu đã nhúng chín trong nồi, nhưng thường thấy nhất là ăn kèm với cơm, bún hay xôi trắng, và trong khi ăn, rất thích hợp khi đi kèm chén rượu đế.

## Mắm kho trong thơ văn
Mắm kho chấm với dưa bồng
Nồi cơm vét sạch mẹ chồng khen ngon
(Ca dao Việt Nam)
Muốn ăn bông súng mắm kho
Thì vô Đồng Tháp ăn cho đã thèm
(Ca dao Việt Nam)